# Histurgops ruficaudus
El tejedor colirrojo o tejedor de cola rufa (Histurgops ruficaudus) es una especies de ave paseriforme de la familia Passeridae encontrada en África Oriental. Es monotípico dentro del género Histurgops.
Es una especie bastante inusual, y fue incluido en la familia Ploceidae por muchos autores, incluso después de que los otros gorriones del Viejo Mundo fueran separados de los tejedores.

## Distribución
Es endémico de Tanzania, se extiende desde Tarangire y el lago Manyara a través de Ngorongoro y el lago Eyasi hasta el Serengeti. También es vagabundo ocasional en Kenia.